# Daiki Tamori
Daiki Tamori (田森 大己 Tamori Daiki?), född 5 augusti 1983 i Hiroshima prefektur, är en japansk fotbollsspelare.
Tamori började sin karriär 2006 i Ventforet Kofu. Efter Ventforet Kofu spelade han för Ehime FC, Kyoto Sanga FC och FC Gifu.